# Perito Moreno (Santa Cruz)
Perito Moreno é uma localidade da Argentina, na região da Patagônia, província de Santa Cruz. Ela está situada no Departamento Lago Buenos Aires. Sua população é de aproximadamente 7.818 habitantes (dados de 2022).
A vila está localizada no confluente do Rio Deseado e de seu afluente Rio Fenix, mais ou menos 20 km da extremidade oriental do Lago Buenos Aires e distante 933 km da capital provincial, Río Gallegos.
O nome da localidade foi dado em homenagem a Francisco Pascasio Moreno (1852-1919), conhecido como Perito Moreno, explorador argentino das regiões da Patagônia.